# Fabrizio Traversa
Fabrizio Traversa (Bari, 24 maggio 1985) è un attore italiano.

## Biografia
Diplomato al Centro Sperimentale di Cinematografia di Roma nel 2008 sotto la guida di Giancarlo Giannini, ha arricchito la sua formazione con maestri del calibro di Marco Bellocchio, Gisella Burinato, Elisabeth Kemp, Stefania De Santis, Pierpaolo Sepe, Doris Hicks, Paolo Antonio Simioni e Margie Haber. Ha inoltre perfezionato le sue capacità recitative in inglese con varie esperienze di studio a Los Angeles.
Esordisce nel 2008 con il cortometraggio "Romeo e Giulietta" per la regia di Andrea Fasciani, supervisore Marco Bellocchio. Dopo una serie di corti, approda in TV nel 2009 con "Distretto di Polizia" di Alberto Ferrari, a cui seguono ruoli in "Ho sposato uno sbirro" e "Provaci ancora prof".
Nel 2011 interpreta Raniero Busco nel film tv Il delitto di via Poma con la regia di Roberto Faenza. Nel 2013 è uno dei giovani protagonisti di Tutta la musica del cuore con la regia di Ambrogio Lo Giudice. Nel 2014 interpreta Alessandro Argenti nella serie La narcotici 2, diretta da Michele Soavi. Nel 2015 è al fianco di Michele Riondino in Pietro Mennea - La freccia del Sud con la regia di Ricky Tognazzi. L'esordio sul grande schermo è avvenuto con "Percoco, la vera storia del mostro di Bari" di Pierluigi Ferrandini nel 2021.
Con un background solido di formazione italiana e statunitense, si è costruito un profilo di attore versatile e poliedrico, capace di attraversare con disinvoltura il mondo del cinema, della televisione e del teatro.

## Filmografia

### Cinema
- Percoco - Il primo mostro d'Italia, regia di Pierluigi Ferrandini (2021)

### Televisione
- Distretto di polizia 9, regia di Alberto Ferrari (2009)
- Ho sposato uno sbirro 2, regia di Giorgio Capitani (2009)
- Provaci ancora prof 4, regia di Tiziana Aristarco (2010)
- Il delitto di via Poma, regia di Roberto Faenza (2011)
- Distretto di Polizia, regia di Alberto Ferrari, episodio 11x19 (2011)
- Tutta la musica del cuore, regia di Ambrogio Lo Giudice (2013)
- Sfida al cielo - La narcotici 2, regia di Michele Soavi (2014)
- Pietro Mennea - La freccia del Sud, regia di Ricky Tognazzi - miniserie TV (2015)
- Bella da morire, regia di Andrea Molaioli - miniserie TV (2019)
- Petra, regia di Maria Sole Tognazzi - serie TV, episodio 4 (2020)
- Fino all'ultimo battito, regia Cinzia TH Torrini - serie TV (2020)

## Radio
- Corti alla radio: Due senza, Il cadetto, Il nuotatore leggenda, regia di Sergio Pierattini, Radio Rai 3 (2008)

## Teatro
- Quasi quasi mi spoglio con la Compagnia della Scarpa (2004)
- Il giardino dei ciliegi, regia Eljana Popova (2006)
- Sogno di una notte di mezza estate, regia Eljana Popova (2007)
- Dubbi, regia Lenore Lhoman (2007)
- The Insurance Man, regia Andreas Bode (2007)
- Romeo e Giulietta, regia Eljana Popova (2008)
- Partita spagnola, regia di Lorenzo d'Amico De Carvalho (2008)
- Storie fantastiche dal Delta del Niger, regia Raffaele Curi (2009)
- La Gabbia regia di Massimiliano Vado (2022)

## Videoclip
- 2015 Straordinario - Chiara
- 2018 Per uno come me - Negramaro
- 2023 Autodistruttivo - La SAD